# Lomtjärnen (Ljustorps socken, Medelpad)
Lomtjärnen är en sjö i Timrå kommun i Medelpad och ingår i Indalsälvens huvudavrinningsområde.